# アブソリュートリー・ファビュラス (曲)
「アブソリュートリー・ファビュラス」(Absolutely Fabulous)は、ペット・ショップ・ボーイズが「アブソリュートリー・ファビュラス」名義でリリースしたシングル。
イギリスの同名のシチュエーション・コメディを題材にしており、コミックリリーフの為に制作された。曲には劇中の台詞が使用されているほか、ミュージック・ビデオにはメインキャラクターを演じるジェニファー・ソーンダースとジョアナ・ラムリーの二人も出演している。
オリジナル・アルバム未収録だが、2001年および2018年にリリースされた『ヴェリー』のファーザー・リスニング盤のボーナス・ディスクに収録された。

## 収録曲
UK盤 4曲入りシングル
1. Absolutely Fabulous (7" Mix) - 3:46
2. Absolutely Fabulous (Our Tribe Tongue-In-Cheek Mix) - 7:09
3. Absolutely Dubulous - 5:23
4. Absolutely Fabulous (Dull Soulless Dance Music Mix) - 8:09

## チャート
| チャート (1994年)                        | 最高位 |
| ---------------------------------------- | ------ |
| オーストラリア (ARIA)                    | 2      |
| ヨーロッパ (Eurochart Hot 100 Singles)   | 28     |
| フィンランド (Suomen virallinen lista)   | 8      |
| アイルランド (IRMA)                      | 18     |
| オランダ (Dutch Top 40 Tipparade)        | 14     |
| オランダ (Dutch Single Tip)              | 5      |
| ニュージーランド (Recorded Music NZ)     | 2      |
| スコットランド (Official Charts Company) | 24     |
| スウェーデン (Sverigetopplistan)         | 36     |
| UK シングルス (OCC)                      | 6      |
| UK ダンス (Music Week)                   | 11     |
| US Dance Club Songs (Billboard)          | 7      |

| チャート (1994年)     | 順位 |
| --------------------- | ---- |
| オーストラリア (ARIA) | 57   |